# Мадеро, Рауль (футболист)
Рау́ль Ора́сио Маде́ро (исп. Raúl Horacio Madero; 21 мая 1939, Буэнос-Айрес — 24 декабря 2021) — аргентинский футболист и врач, входил в медицинский штаб сборную Аргентины на чемпионате мира 1986 года.

## Биография

### Игровая карьера
Мадеро начинал юношескую карьеру в баскетболе, но затем сосредоточился на футболе. Он начинал карьеру в «Бока Хуниорс», в которой за два сезона сыграл только 5 матчей.
После одного сезона за «Уракан» перешёл в «Эстудиантес», с которым были связаны главные успехи в его карьере. В составе этой команды Мадеро стал чемпионом Аргентины в 1967 году, выиграл два Кубка Либертадорес и Межконтинентальный кубок 1968 года после победы над английским «Манчестер Юнайтед». В этом же клубе он завершил карьеру в 1969 году в возрасте 30 лет.
За сборную Аргентины сыграл пять матчей, в которых не забил ни одного гола.

### Карьера врача
Работал врачом в клубах «Архентинос Хуниорс» и «Боке Хуниорс», в которых одним из его подопечных был Диего Марадона.
С 1983 по 1990 год работал врачом в сборной Аргентине на чемпионате мира 1986 года и чемпионате мира 1990 года.
В 1996 году был избран в Комитет спортивной медицины ФИФА.
В 2007 году во второй раз стал врачом в сборной Аргентине, в должности которого работал до 2009 года. Он также был руководителем программы спортивной медицины в отделении Католического университета Аргентины (Буэнос-Айрес).

### Смерть
Скончался 24 декабря 2021 года в возрасте 82 лет.

## Достижения
«Эстудиантес»
- Чемпион Аргентины (1) : Метрополитано 1967
- Обладатель Кубка Либертадорес (2): 1968, 1969
- Обладатель Межамериканского кубка (1): 1969
- Обладатель Межконтинентального кубка (1): 1968